# Tehelné pole (1939)
Tehelné pole var en fotbollsarena belägen i Bratislava, Slovakien.
Arenan användes för fotbollsmatcher och var värd för ŠK Slovan Bratislava och Slovakiens herrlandslag, fram till att den nya arenan med samma namn invigdes 2019.